# Spółdzielnia Pracy Cukry Nyskie
Spółdzielnia Pracy Cukry Nyskie – przedsiębiorstwo zajmujące się produkcją wyrobów cukierniczych. Zaliczane jest do większych polskich przedsiębiorstw cukierniczych. Rocznie przedsiębiorstwo sprzedaje ok. 8000 ton produktów, zaopatrując sieci handlowe Makro, Kaufland, Polomarket, Auchan, Selgros, Eurocash, Netto, Mila, Słoneczko, hurtownie na terenie Polski oraz hurtownie czy sieci handlowe za granicą, głównie w państwach UE – w Czechach, Rumunii, swoje produkty eksportuje także do Rosji.

## Historia
Początek istnienia firmy przypada na 5 lutego 1949 roku, gdy 30 pracowników upadającej firmy „Monasterski i Ska” postanowili powołać Spółdzielnię Pracy „Cukry Nyskie”. Działalność gospodarczą przedsiębiorstwo rozpoczęło 1 kwietnia 1949 roku.
1 stycznia 1951 roku fabryka „Nysa” (założona w 1910 roku przez braci Pawła i Oskara Reicheltów przy Al. Wojska Polskiego 53), która była przystosowana do produkcji cukierków, pierników i herbatników, została przekazana odpłatnie Spółdzielni Pracy „Cukry Nyskie”. Wyeksploatowaną fabrykę użytkowano do końca roku, po czym poddano ją kapitalnemu remontowi. Fabryka, jako Cukry Nyskie – Zakład II, funkcjonowała do maja 2003 roku.
W 1951 roku Spółdzielnia przejęła drugi zakład – Fabrykę Pierników tzw. „Nyskich Konfektów” przy Alei Wojska Polskiego 9. Był to majątek poniemiecki przejęty na własność Skarbu Państwa. Budynki wybudowane w 1924 roku przystosowane były do produkcji wyrobów cukierniczych. Obiekt był przed II wojną światową, i w jej trakcie, własnością rodziny Franza Springera. Obiekt ten stał się główną siedzibą Cukrów Nyskich.
Na początku swojej działalności Cukry Nyskie produkowały tzw. pieczywo mokre (ciasta), cukierki, galanterię świąteczną z cukru (figurki cukrowe). Po przejęciu upadłej fabryki „Nysa” rozpoczęto produkcję herbatników, pierników oraz kontynuowano produkcję cukrowej galanterii świątecznej. Kolejne lata to dalszy rozwój – w roku 1953 otwarto linię produkcyjną do wypieku wafli suchych, oraz cukierków i lizaków.
Spółdzielnia, mimo trudności, osiągała wzrost produkcji oraz poprawę efektów ekonomicznych. Zakład II przy Alei Wojska Polskiego 53 przystosowano do produkcji kuwertury czekoladowej, natomiast w Zakładzie przy alei Wojska Polskiego 9 unowocześniono produkcję pieczywa cukierniczego, w tym głównie herbatników i pierników.
Pod koniec lat 50. trudna sytuacja rynkowa zmusiła spółdzielców do przekazania Cukrów Nyskich pod bezpośredni nadzór Społem. 1 stycznia 1960 roku powołano zakłady pod nazwą „Społem” Związek Spółdzielni Spożywców w Warszawie – Zakłady Wytwórcze „Cukry Nyskie” w Nysie, mające działać na zasadzie pełnego wewnętrznego rozrachunku gospodarczego. Dopiero po 30 latach Spółdzielnia powróciła do pierwotnej formy własności. W okresie działalności ZW „Cukry Nyskie” zwiększono produkcję, rozszerzono asortyment, wymieniono urządzenia i linie produkcyjne oraz przeprowadzono jego rozbudowę.
1 października 1990 roku zakład ponownie przekształcono w Spółdzielnię Pracy „Cukry Nyskie”, co pozwoliło jej pracownikom na samodzielność w prowadzeniu polityki kadrowej, płacowej oraz w ustalaniu i realizacji programów rozwojowych. Możliwości te zostały w pełni wykorzystane pomimo zmian ustrojowych w Polsce oraz szybkich zmian w gospodarce rynkowej.
Okres od roku 2000 to czas dalszego rozwoju zakładu. W tym okresie poczyniono wiele inwestycji, m.in.: wybudowano dodatkową halę produkcyjną, wybudowano magazyn wysokiego składowania wyrobów gotowych o powierzchni 1300 m², zmodernizowano i wyremontowano pomieszczenia produkcyjne oraz biurowe, uruchomiono dwie nowe linie produkcyjne do wypieku wafli. Ponadto poszerzono park maszynowy o nową linię do produkcji herbatników i krakersów.
W kwietniu 2007 r. na podstawie audytu przeprowadzonego przez firmę TÜV Nord Polska, Cukry Nyskie otrzymały certyfikat BRC Global Standard Food klasy A.

## Produkty

### Herbatniki
Spółdzielnia produkuje następujące herbatniki:
- Regionalne w polewie kakaowej
- Regionalne
- Regionalne owsiane z żurawiną
- Regionalne korzenne
- Deserowe (z cukrem, szarlotki, zbożowe)
- Biszkoptowe
- Stokłoski
- Petit-Beurre (z masłem, pełnoziarniste, kakaowe, blacky)
- Maślane
- Rozety (z cukrem, jabłkowe, zbożowe)

### Wafle
Spółdzielnia produkuje również wafle:
- Wafle Chrups (kakaowe, śmietankowe, o smaku cytrynowym)
- Pałeczki (kakaowe, orzechowe, o smaku wiśniowym)
- Nubile orzechowe
- Chrups muśnięte polewą czekoladową
- Hawajki

### Markizy
Spółdzielnia produkuje następujące markizy:
- Markizy czarno-białe
- Markizy blacky
- Markizy kakaowe
- Markizy chałwowe
- Markizy orzechowe
- Markizy mleczne

### Mieszanki
W spółdzielni produkowane są następujące mieszanki
- Familijna
- Kier
- Pik
- Karo

### Bez dodatku cukrów
Spółdzielnia wytwarza również bez dodatku cukru:
- Fit & Free o smaku waniliowym
- Fit & Free o smaku czekoladowym
- Fit & Free o smaku cytrynowym
- Listki waflowe

### Krakersy
W spółdzielni produkowane są także krakersy solone.

## Nagrody i wyróżnienia
| Nagroda                                    | Rok otrzymania         |
| ------------------------------------------ | ---------------------- |
| Najlepszy Produkt Opolszczyzny             | 1993, 1995             |
| Najciekawszy Wyrób Roku                    | 1998                   |
| Tryton Nyski (Kategoria Przedsiębiorczość) | 2000                   |
| Klub Gazele Biznesu                        | 2002                   |
| Pracodawca Organizator Pracy Bezpiecznej   | 2000, 2001, 2002, 2007 |
| Opolska Nagroda Jakości                    | 2006, 2016             |
| Lider Innowacyjności                       | 2007                   |
| Europrodukt                                | 2010                   |
| Srebrny Laur Kompetencji i Umiejętności    | 2014                   |
| Pracodawca Roku Powiatu Nyskiego           | 2015                   |
| Wyróżnienie Gepardy Biznesu                | 2016                   |
| Opolska Marka                              | 2016                   |